# Francesco Fausto Nitti
Pour les articles homonymes, voir Nitti.
Francesco Fausto Nitti (né le 2 septembre 1899 à Pise et mort le 28 mai 1974 à Rome) est un combattant antifasciste en Italie et en France et fondateur de plusieurs organisations antifascistes.

## Biographie
Francesco Fausto Nitti est le neveu de l'ex-président du conseil Francesco Saverio Nitti.
Francesco Fausto Nitti s'engage comme volontaire lors de la Première Guerre mondiale ; il est promu sergent en raison de ses états de service et il reçoit la croix de mérite de guerre.
Antifasciste, quand son oncle Francesco Saverio est agressé par les squadristi, il passe à la clandestinité et il donne naissance à une société secrète Giovane Italia.
Le 1er décembre 1926, il est condamné à cinq ans de confinement et envoyé à Lampedusa puis à Lipari. Il fait la connaissance de Carlo Rosselli et d'Emilio Lussu, avec lesquels il s'évade le 27 juillet 1929 sur une embarcation conduite par Italo Oxilia. Ils rejoignent la Tunisie puis la France, à Paris, il écrit la chronique de l'évasion qui eut un certain succès et qui est traduit en plusieurs langues.
À Paris, il a d'intenses contacts avec la franc-maçonnerie locale, à laquelle il adhérait déjà en Italie, et il devient membre de la  Loge Italia Nuova, de la Grande Loge de France  et il est par la suite un des fondateurs [réf. nécessaire] du mouvement anti-fasciste Giustizia e Libertà. Il s'établit à Périgueux, d'où il se rend en mars 1937 en Espagne alors que la guerre civile fait rage. Il prend le commandement d'un bataillon de jeunes anarchistes au sein de l'armée républicaine ; le bataillon se serait vainement impliqué dans la bataille de Huesca en soutien à la XII brigade internationale « Garibaldi ». En août suivant, il est victorieux à Codo et à Belchite, puis il est affecté à la 140e brigade mixte. Avec celle-ci, il vit la retraite participant à la bataille de l'Èbre.
De retour en France, il est interné dans le camp d'Argelès-sur-Mer, puis envoyé au château de Collioure pour raisons disciplinaires. Il organise une grève de la faim des détenus qui prend fin grâce à la pression de l'opinion publique.
Il s'installe à Toulouse où il est un des organisateurs d'un réseau d'espionnage clandestin pour le compte du Bureau central de renseignements et d'action de la France libre. En décembre 1941, le « réseau Bertaux » dont il fait partie est démantelé à cause de l'arrestation d'un de ses membres; même Nitti est arrêté et condamné à un an de réclusion qu'il passe entre Lodève, le camp de Noé et le camp de Saint-Sulpice-la-Pointe. Il termine sa captivité mais il est par la suite enfermé dans le camp de Vernet d'Ariège comme étranger dangereux. Le 30 juin 1944, il est déporté par les nazis (sur un train sinistrement connu comme le train fantôme) vers le camp de concentration de Dachau, mais il réussit à s'évader pendant le voyage dans la Haute-Marne. Il rentre dans la Résistance française à Varennes-sur-Amance, avant d'être démobilisé en août suivant.
Il écrit un livre sur l'odyssée du train fantôme, qui s'intitule: Chevaux 8 Hommes 70. Dès avril 1945 Louis Vaquer - un résistant dont Francesco Nitti a fait connaissance en prison - le fait paraître dans l'édition Chantal à Toulouse.
Après la guerre, Nitti entre en Italie. En 1946, le gouvernement lui confie l'organisation du retour des 800 000 Italiens militaires et civils détenus dans des camps étrangers. En 1953, il publie un livre consacré à la guerre d'Espagne telle qu'il l'a vécue ; ce livre obtient le prix littéraire Prato. Il s'intitule : il maggiore é un rouge - Le Major est un rouge.
À la fin des hostilités, il reçoit de la France la médaille de la Résistance, pendant qu'en Italie, il dirige l'Association nationale des résistants italiens (Associazione Nazionale Partigiani d'Italia - ANPI) et la revue Patria Indipendente. Il vit à Rome où il est conseiller municipal.
Le 28 mai 1974, il décède dans la capitale italienne à l'âge de 73 ans.